# شهرآورد

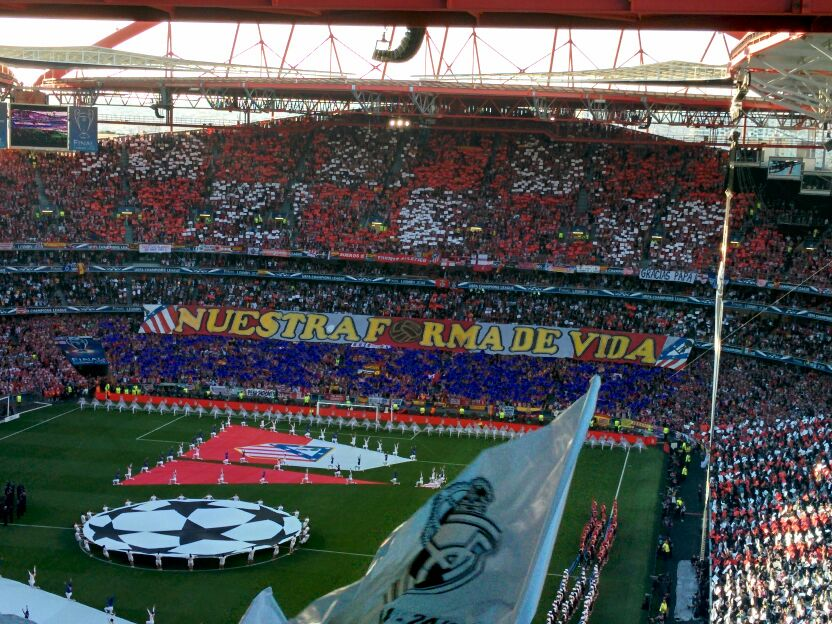
شهرآورد شهر مادرید؛ میان تیم‌های رئال مادرید و اتلتیکو مادرید

شهرآورد، داربی (در تلفظ انگلیسی بریتانیایی)، یا دربی (در تلفظ انگلیسی آمریکایی)، به مسابقه ورزشی میان دو باشگاه همشهری که هم‌آورد هم شناخته می‌شوند، گفته می‌شود. شهرآورد بیشتر در ورزش‌های گروهی و به ویژه در فوتبال و راگبی کاربرد دارد. واژهٔ شهرآورد از برابرهای نهاده‌های فرهنگستان زبان فارسی است. این واژه از «آورد» (نبرد)، و به معنی «نبرد شهر» است.
اگرچه شهرآورد معنی کامل دربی نیست؛ دربی به بازی‌های برجسته‌تری که نبرد تیم‌های همشهری نیست اما حساسیت بسیار بالایی دارد و هواداران نیز به مانند نبرد همشهری‌ها تعصب روی آن دارند مانند: بازی‌های اینترمیلان - یوونتوس آوازه‌یافته به دربی ایتالیانو، رئال مادرید - بارسلونا آوازه‌یافته به ال‌کلاسیکو، دورتموند - بایرن مونیخ آوازه‌یافته به دِرکلاسیکر و منچستریونایتد - لیورپول آوازه‌یافته به دربی انگلیس نیز گفته می‌شود.

## شهرآوردها

### فوتبال

#### ایران
در ایران مهم‌ترین شهرآورد بازی فوتبال میان دو تیم تهرانی استقلال و پرسپولیس است.
- شهرآورد تهران: (شهرآورد سرخابی) شهرآورد پرآوازه کشور ایران در شهر تهران، میان تیم‌های استقلال و پرسپولیس
- سوپرکلاسیکو ایران: رقابت میان تیم‌های استقلال و سپاهان گفته می‌شود که از رقابت‌های جذاب در فوتبال ایران است.
- ال کلاسیکوی ایران: رقابت بین دو تیم پرسپولیس و سپاهان.
- شهرآورد نصف جهان: شهرآورد نصف جهان در شهر اصفهان، بین تیم‌های سپاهان و ذوب آهن
- شهرآورد خودروسازان: رقابت بین دو تیم پیکان و سایپا
- شهرآورد تبریز: شهرآورد تبریز در شهر تبریز، بین تیم‌های تراکتور تبریز، ماشین‌سازی تبریز
- شهرآورد آذربایجان : شهرآورد آذربایجان در شهرهای تبریز و ورزقان، بین تیم های تراکتور تبریز و مس سونگون ورزقان
- شهرآورد اهواز: شهرآورد اهواز در شهر اهواز، بین تیم‌های فولاد خوزستان و استقلال اهواز
- دربی خوزستان: در شهرهای اهواز، آبادان و مسجدسلیمان، بین تیم‌های فولاد خوزستان، صنعت نفت آبادان و نفت مسجدسلیمان
- شهرآورد بوشهر: قدیمی‌ترین شهرآورد فعلی ایران بین تیم‌های شاهین بوشهر و ایرانجوان بوشهر و پارس جنوبی جم
- شهرآورد گیلان: شهرآورد گیلان معروف به ال گیلانو در شهرهای انزلی و رشت، بین تیم‌های ملوان بندر انزلی، سپیدرود رشت و داماش گیلان
- ال مسینو (دربی کرمان): تقابل دو تیم مس کرمان و مس رفسنجان
- شهرآورد شیراز: شهرآورد شیراز در شهر شیراز، بین تیم‌های فجر شهید سپاسی شیراز، شهر راز شیراز صورت می‌گیرد.
- شهرآورد کرمان:شهرآورد کرمان در شهرهای کرمان، رفسنجان - سیرجان و شهر بابک بین تیم‌های باشگاه فوتبال مس کرمان، باشگاه فوتبال مس رفسنجان - باشگاه فوتبال مس شهربابک و باشگاه فوتبال گل گهر سیرجان انجام می‌پذیرد.

#### ایتالیا
- شهرآورد میلان: (دِلا مادونینا) شهرآورد مشهور کشور ایتالیا در شهر میلان، بین تیم‌های آث میلان و اینتر میلان
- شهرآورد رم: (دِلا کاپیتاله) شهرآورد مشهور کشور ایتالیا در شهر رم، بین تیم‌های آ اس رم و لاتزیو
- شهرآورد تورین: (دِلا موله) شهرآورد مشهور کشور ایتالیا در شهر تورین، بین تیم‌های یوونتوس و تورینو
- دربی ایتالیا: بازی سنتی کشور ایتالیا بین تیم‌های اینتر میلان، یوونتوس، میلان و ناپولی (البته این بازی شهراورد نام ندارد اما تماماً یک دربی است)

شهرآورد دل سوله: دیدار دو تیم ناپولی و رم که به شهرآورد دل سوله معروف است.

#### انگلستان
- شهرآورد منچستر: شهرآورد مشهور کشور انگلستان در شهر منچستر، بین تیم‌های منچستر یونایتد و منچستر سیتی
- هماوردی لیورپول و منچستر یونایتد: شهراورد مشهور کشور انگلستان در انگلیس، بین تیم‌های منچستر یونایتد و لیورپول
- شهرآورد لندن: شهرآورد مشهور کشور انگلستان در شهر لندن، بین تیم‌های آرسنال و چلسی
- دربی شمال لندن: شهرآورد مشهور کشور انگلستان در شهر لندن، بین تیم‌های آرسنال و تاتنهام
- شهرآورد لندن: شهرآورد مشهور کشور انگلستان در شهر لندن، بین تیم‌های تاتنهام و چلسی
- شهرآورد غرب لندن: دربی کشور انگلستان بین تیم‌های چلسی و فولام
- شهرآورد لیورپول (مرسی ساید): شهرآورد مشهور کشور انگلستان در شهر لیورپول، بین تیم‌های لیورپول و اورتون
- شهرآورد تایمیر: شهر آورد کشور انگلستان در شمال انگلیس بین تیم‌های ساندرلند و نیوکاسل یونایتد (البته این بازی شهراورد نام ندارد اما تماماً یک دربی است)
- هماوردی لیورپول و منچستر یونایتد: شهر آورد کشور انگلستان در انگلیس بین تیم‌های لیورپول و منچستر یونایتد (البته این بازی شهراورد نام ندارد اما تماماً یک دربی است)

#### اسپانیا
- ال کلاسیکو: بازی سنتی کشور اسپانیا، بین تیم‌های رئال مادرید و بارسلونا (البته این بازی شهراورد نام ندارد اما تماماً یک دربی است)
- شهرآورد بارسلون: شهرآورد مشهور کشور اسپانیا در شهر بارسلون، بین تیم‌های بارسلونا و اسپانیول
- شهرآورد مادرید: شهرآورد مشهور کشور اسپانیا در شهر مادرید، بین تیم‌های رئال مادرید و اتلتیکو مادرید

#### آلمان
- کلاسیک آلمان (درکلاسیکر) :رقابت سنتی مشهور کشور آلمان بین تیم‌های بایرن مونیخ و دورتموند (البته این بازی شهراورد نام ندارد اما تماماً یک دربی است)
- شهرآورد مونیخ: شهرآورد مشهور کشور آلمان در شهر مونیخ، بین تیم‌های بایرن مونیخ و مونیخ ۱۸۶۰
- شهرآورد دورتموند (داربی روهر یا رودخانه): شهرآورد مشهور کشور آلمان در شهر گلزن کرشن، بین تیم‌های بروسیا دورتموند و شالکه و گلادباخ و کلن
- شهرآورد هامبورگ: شهرآورد مشهور کشور آلمان در شهر هامبورگ، بین تیم‌های هامبورگ و سن پائولی
- شهر آورد لاور ساکسونا: شهر آورد کشور آلمان بین تیم‌های اینتراخت برانشوایگ و هانوفر ۹۶
- شهرآورد برلین: شهرآورد کشور آلمان بین تیم‌های باشگاه فوتبال هرتابرلین و باشگاه فوتبال یونیون برلین

#### آرژانتین
- سوپر کلاسیکو: شهر آورد مشهور کشور آرژانتین در شهر بوینس آیرس بین تیم‌های بوکا جونیورز و ریور پلات (البته این بازی شهراورد نام ندارد اما تماماً یک دربی است)

#### پرتغال
- شهرآورد لیسبون: شهرآورد مشهور کشور پرتغال در شهر لیسبون، بین تیم‌های اسپورتینگ لیسبون و بنفیکا
- شهرآورد پرتغال: شهرآورد مشهور کشور پرتغال در شهر پورتو و لیسبون، بین تیم‌های پورتو و اسپورتینگ لیسبون و بنفیکا

#### اسکاتلند
- شهرآورد گلاسگو (دربی اولد فرم شرکت قدیمی): شهرآورد مشهور کشور اسکاتلند در شهر گلاسگو، بین تیم‌های سلتیک گلاسکو و گلاسکو رنجرز

#### اتریش
- شهرآورد وین: شهرآورد مشهور کشور اتریش در شهر وین، بین تیم‌های راپیدوین و آستریاوین

#### بلغارستان
- شهرآورد ابدی فوتبال بلغارستان: شهرآورد مشهور کشور بلغارستان در شهر صوفیه، بین تیم‌های لفسکی صوفیه و زسکا صوفیه

#### جمهوری چک
- شهرآورد پراگ: شهرآورد مشهور کشور جمهوری چک در شهر پراگ، بین تیم‌های اسپارتا پراگ و اسلاویا پراگ

#### ترکیه
- شهرآورد استانبول: شهرآورد مشهور کشور ترکیه در شهر استانبول، بین تیم‌های گالاتاسرای و فنرباغچه
- شهرآورد استانبول: شهرآورد مشهور کشور ترکیه در شهر استانبول، بین تیم‌های گالاتاسرای و بشیکتاش
- شهرآورد استانبول: شهرآورد مشهور کشور ترکیه در شهر استانبول، بین تیم‌های فنرباغچه و بشیکتاش

#### هلند
- شهر آورد آمستردام و روتردام: شهرآورد مشهور کشور هلند در شهر آمستردام و روتردام بین تیم‌های آژاکس و فاینورد

#### یونان
- شهرآورد دشمنان ابدی: شهرآورد مشهور کشور یونان در شهر آتن، بین تیم‌های المپیاکوس و پاناتینایکوس

#### رومانی
- شهرآورد ابدی (رومانی): شهرآورد مشهور کشور رومانی در شهر بخارست، بین تیم‌های استوا بخارست و دینامو بخارست

#### عربستان
- شهرآورد ریاض: شهرآورد مشهور کشور عربستان سعودی در شهر ریاض، بین تیم‌های الهلال و النصر
- شهرآورد جده: شهرآورد مشهور کشور عربستان سعودی در شهر جده، بین تیم‌های الاتحاد و الاهلی
- سعودی ال کلاسیکو :شبه شهر آورد (شهر آورد رقابتی) مشهور کشور عربستان سعودی بین تیم‌های الهلال و الاتحاد (البته این بازی شهراورد نام ندارد اما تماماً یک دربی است)
- سعودی سوپر کلاسیکو :بازی مشهور کشور عربستان سعودی بین تیم‌های الهلال و الاهلی (البته این بازی شهراورد نام ندارد اما تماماً یک دربی است)

#### مصر
- شهرآورد قاهره: شهرآورد مشهور کشور مصر در شهر قاهره، بین تیم‌های الاهلی و زمالک

#### صربستان
- شهرآورد بلگراد: شهرآورد مشهور کشور صربستان در شهر بلگراد بین تیم‌های پارتیزان و ستاره سرخ

#### برزیل
- دربی برزیل: دربی مشهور بین دو تیم فلومیننزه و فلامینگو (البته این بازی شهراورد نام ندارد اما تماماً یک دربی است)